# White Ravens

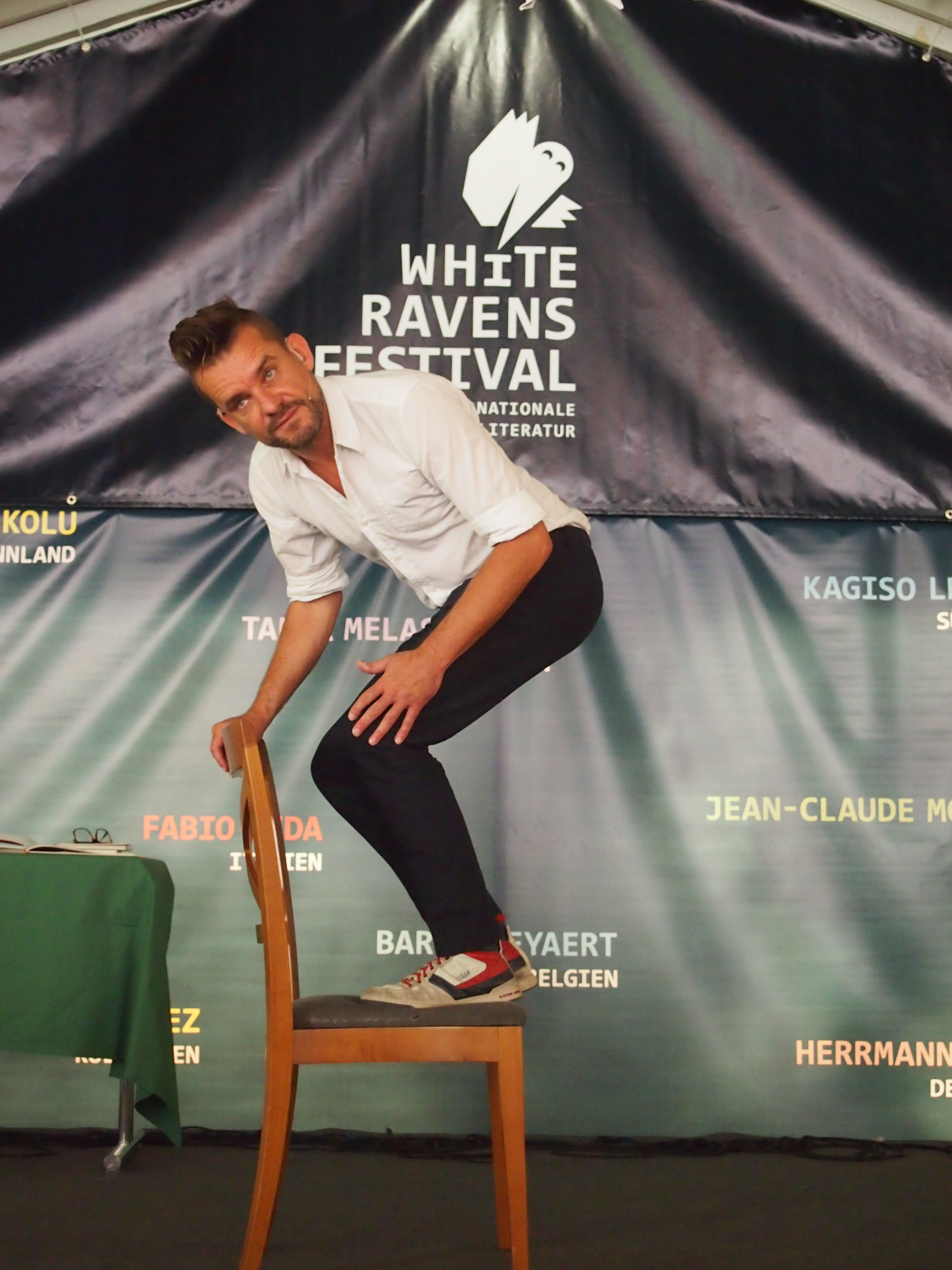
De Belgische auteur Bart Moeyaert op White Ravens Festival 2014

White Ravens is een jaarlijkse catalogus die in het Engels wordt uitgegeven door de Internationale Jeugdbibliotheek (Internationale Jugendbibliothek) in München als aanbevelingslijst voor internationale kinder- en jeugdliteratuur. De meest recente editie van de White Ravens-catalogus wordt elk jaar in oktober gepresenteerd op de Frankfurter Buchmesse en in het daaropvolgende voorjaar op de Kinderboekenbeurs van Bologna in Italië. De eerste catalogus verscheen in 1986.

## Selectie
Uit de grote hoeveelheid recensie- en schenkingsexemplaren die de bibliotheek ontvangt van uitgeverijen, instellingen, organisaties en andere vrienden van de bibliotheek, selecteren taalspecialisten (lektoren) jaarlijks 200 nieuwe titels uit meer dan 40 landen en in meer dan 30 talen. Het White Raven-label wordt toegekend aan boeken die zijn gekozen "op basis van de universele relevantie van de behandelde thema’s, hun literaire en illustratieve kwaliteiten, of vanwege hun innovatieve benadering of vormgeving".
Elke titel in de catalogus wordt voorzien van een korte beschrijving en een aantal trefwoorden die het genre en de inhoud samenvatten, evenals een aanduiding van de aanbevolen leeftijdsgroep. De catalogi bevatten een namenregister, een thematisch register en een register naar leesleeftijd. In eerdere edities werden er symbolen toegevoegd aan bepaalde annotaties om bijzondere vermeldingen, boeken die bijdragen aan interculturele communicatie of gemakkelijk leesbare teksten aan te duiden.

## Online toegang tot de catalogus
Op de website van de Internationale Jeugdbibliotheek is een online databank beschikbaar met titels uit de catalogi van 2012 tot het meest recente jaar. Deze biedt een geavanceerde zoekfunctie per catalogusjaar.

## White Ravens Festival
Sinds 2010 organiseert de Internationale Jeugdbibliotheek om het jaar een festival van een week, met voorleesmomenten en boek gerelateerde activiteiten door uitgenodigde auteurs en illustratoren uit Duitsland en andere landen. Deze evenementen vinden plaats op het terrein van Slot Blutenburg, evenals in scholen, bibliotheken en culturele instellingen in de deelstaat Beieren. De gastschrijvers zijn vaak bekroond in hun eigen land, ook als hun werk niet in de White Ravens-catalogus is opgenomen. De zevende editie van het White Ravens Festival vond plaats in juli 2023 en omvatte optredens van dertien auteurs op meer dan zestig locaties.